# Mr. Robot
Mr. Robot este un serial american de genul dramă-thriller, creat de Sam Esmail. În rolul principal, al lui Elliot Alderson, un inginer de securitate cibernetică și hacker, care suferă de fobie socială și depresie clinică, joacă Rami Malek. Alderson este recrutat de un anarhist cunoscut ca "Mr. Robot", jucat de Christian Slater, pentru a se alătura unui grup de hacktiviști numit "fsociety". Scopul grupului este distrugerea tuturor datoriilor prin criptarea datelor financiare a celui mai mare conglomerat din lume, E Corp.
Episodul-pilot a avut premiera pe mai multe servicii online și video on demand, în data de 27 mai 2015. Primul sezon a avut premiera pe USA Network în data de 24 iunie 2015, iar sezonul al doilea pe 13 iulie 2016. Cel de al treilea sezon a avut premiera pe 11 octombrie 2017. În decembrie 2017, Mr. Robot a fost reînnoit pentru un al patrulea sezon. Sezonul patru, ce a avut premiera pe 6 octombrie 2019, este sezonul final și s-a încheiat pe 22 decembrie 2019.
Mr. Robot a fost primit cu laude din partea criticilor și a câștigat diferite premii, inclusiv Globul de Aur pentru cel mai bun serial TV la categoria dramă și a fost onorat cu un Premiu Peabody. În 2016, serialul a primit șase nominalizări la Premiile Emmy, iar Malek a câștigat la categoria Cel mai bun actor în rol principal într-o dramă.

## Premisă
Serialul îl urmărește pe Elliot Alderson, un tânăr ce trăiește în New York City, și care lucrează la compania de cibersecuritate Allsafe ca și inginer. Având constant episoade de fobie socială, dedublarea personalității și depresie clinică, procesul de gândire a lui Elliot pare influențat major de paranoia și iluzie. El se conectează cu oameni prin coruperea lor și se regăsește des în postura de justițiar cibernetic. Elliot este recrutat de un anarhist cunoscut ca Mr. Robot și se alătură unui grup de hacktiviști care și-a luat supranumele de fsociety. Una dintre misiunile lor este de a anula toate datoriile financiare prin distrugerea tuturor datelor de la cea mai mare corporație din lume, E Corp (pe care Elliot o percepe ca Evil Corp), care se întâmplă să fie și cel mai mare client al lui Allsafe.
| Sezonul | Sezonul | Episoade | Episoade | Premiera TV       | Premiera TV        |
| Sezonul | Sezonul | Episoade | Episoade | Prima transmisie  | Ultima transmisie  |
| ------- | ------- | -------- | -------- | ----------------- | ------------------ |
|         | 1       | 10       | 10       | 24 iunie 2015     | 2 septembrie 2015  |
|         | 2       | 12       | 12       | 13 iulie 2016     | 21 septembrie 2016 |
|         | 3       | 10       | 10       | 11 octombrie 2017 | 13 decembrie 2017  |
|         | 4       | 13       | 13       | 6 octombrie 2019  | 22 decembrie 2019  |

## Distribuție

### Principală
- Rami Malek în rolul lui Elliot Alderson,[14] un inginer de la firma Allsafe Cybersecurity și hacker justițiar.[14] El suferă de fobie socială și se confruntă cu depresie clinică și iluzii,[12] care îl fac dependent de droguri, extrem de anti-social și să trăiască izolat de alți oameni.[15] Elliot copil a fost jucat de Aidan Liebman (sezoanele 1–2), Alex Bento (sezonul 3) și Evan Whitten (sezonul 4).
- Carly Chaikin în rolul lui Darlene Alderson,[16] sora mai mică a lui Elliot,[17] o informaticiană de malware și membru al fsociety.[18][19]
- Portia Doubleday în rolul Angelei Moss,[20] prietena din copilărie a lui Elliot și colegă cu el la Allsafe, ulterior manager de PR la E Corp.[18][19][21]
- Martin Wallström în rolul lui Tyrell Wellick,[22] inițial vice-președinte de Tehnologie la E Corp și ulterior membru al fsociety.
- Christian Slater în rolul lui Mr. Robot,[23] un anarhist care îl recrutează pe Elliot într-un grup de hackeri numit fsociety;[24] și Edward Alderson, tatăl lui Elliot.[25]
- Michael Cristofer în rolul lui Phillip Price, CEO al E Corp. (sezonul 2–prezent; recurent sezonul 1)[26]
- Stephanie Corneliussen în rolul Joannei Wellick, soția lui Tyrell. (sezoanele 2–3; recurent sezonul 1)[26][27]
- Grace Gummer în rolul lui Dominique "Dom" DiPierro, o agentă FBI ce investighează hackul de la E Corp. (sezonul 2–prezent)[28]
- B. D. Wong în rolul lui Whiterose/Zhang, o teroristă cibernetică transsexuală și liderul grupării Dark Army, precum și Ministrul Apărării Naționale al Chinei. (sezonul 3–prezent, recurent sezoanele 1–2)[29][30]
- Bobby Cannavale în rolul lui Irving, un vânzător de mașini și aghiotant pentru Dark Army. (sezonul 3–prezent)[30]
- Elliot Villar în rolul lui Fernando Vera, furnizorul de droguri al Shaylei și singurul furnizor de suboxone al lui Elliot; are o filosofie periculoasă și unică, și este obsedat de Shayla și, ulterior, de Elliot. (sezonul 4; recurent sezonul 1; episodic sezonul 3)[27]
- Ashlie Atkinson în rolul lui Janice, o taxidermistă cu un simț al umorului aparte (sezonul 4)[31]

### Recurentă
- Michel Gill în rolul lui Gideon Goddard, CEO al Allsafe Security. (sezoanele 1–3)[32]
- Gloria Reuben în rolul Kristei Gordon, psihiatra lui Elliot.[33]
- Ben Rappaport în rolul lui Ollie Parker, prietenul Angelei și angajat Allsafe. (sezoanele 1–2)[34]
- Ron Cephas Jones în rolul lui Leslie Romero, membru al fsociety. (sezoanele 1–2)[27]
- Sunita Mani în rolul Shamei "Trenton" Biswas, membru al fsociety. (sezoanele 1–3)
- Azhar Khan în rolul lui Sunil "Mobley" Markesh, membru al fsociety și angajat la Bank of E. (season 1–3)
- Michael Drayer în rolul lui Francis "Cisco" Shaw, fostul prieten al lui Darlene și legătura din State pentru gruparea chinezească Dark Army. (sezoanele 1–3)[27]
- Bruce Altman în rolul lui Terry Colby, fost CTO la E Corp care este pus ca țap ispășitor de fsociety pentru atacul cu hack.
- Brian Stokes Mitchell în rolul lui Scott Knowles, CTO la E Corp după arestarea lui Colby. (sezoanele 1–2)[35]
- Sakina Jaffrey în rolul Antarei Nayar, avocata Angelei. [35]
- Jeremy Holm în rolul lui Donald "Mr. Sutherland" Hoffman, șoferul și garda de corp al lui Tyrell și Joanna Wellick.
- Vaishnavi Sharma în rolul Magdei, mama lui Elliot. (sezoanele 1–2)
- Aidan Liebman (sezoanele 1–2) și Alex Bento (sezonul 3) în rolul Tânărului Elliot.
- Joey Badass în rolul lui Leon, un prieten apropiat al lui Elliot și prizonier, precum și un agent al Dark Army, responsabil de siguranța lui Elliot. (sezonul 2-prezent)[36]
- Omar Metwally în rolul lui Ernesto Santiago, superiorul lui Dom de la FBI, care lucrează și pentru Dark Army pentru a-l proteja pe Tyrell Wellick. (sezonul 2–3)
- Erik Jensen în rolul lui Frank Cody, un teoritician al conspirației și gazdă de talk show. (sezonul 2–prezent)
- Grant Chang în rolul lui Grant, asistentul și amantul lui Whiterose. (sezoanele 2–3)
- Aaron Takahashi în rolul lui Lloyd Chung, coleg cu Elliot la Allsafe. (episodic sezonul 2)
- Frankie Shaw în rolul Shaylei Nico, prietena lui Elliot.[37]
- Michele Hicks în rolul lui Sharon Knowles, soția lui Scott. (episodic sezonul 2)
- Rick Gonzalez în rolul lui Isaac, fratele lui Vera.
- Craig Robinson în rolul lui Ray Heyworth, un paznic de închisoare care operează în secret un website pe Tor ce implică trafic de carne vie, droguri și arme.[38]
- Sandrine Holt în rolul lui Susan Jacobs, Consilier General la E Corp, cunoscută ca Madame Executioner.[39]
- Chris Conroy în rolul lui Derek, amantul secret al Joannei care lucrează ca barman și DJ. (episodic sezonul 3)[36]
- Michael Maize în rolul lui Lone Star, un nativ texan gardian de închisoare, și asociat al lui Ray.[39]
- Luke Robertson în rolul lui RT, fostul administrator de sistem al lui Ray care este ulterior omorât pentru că i-a dezvăluit conținutul de pe site lui Elliot.[39]
- Rizwan Manji în rolul lui Norm, noul partener de muncă al lui Dom la cazul hackului 5/9.[40]
- Ramy Youssef în rolul lui Samar Swailem, colegul de la E Corp al lui Elliot. (sezonul 3)
- Christine M. Campbell în rolul lui Janet Robinson, un manager de rang înalt de la E Corp. (sezonul 3)
- Kathryn Danielle în rolul lui Bobbi, managerul de HR de la E Corp. (sezonul 3)
- Josh Mostel în rolul lui Bo, proprietarul lui Elliot. (sezonul 3)
- Jing Xu în rolul lui Wang Shu, asistenta lui Whiterose. (sezonul 4)
- Dominik García în rolul Oliviei Cortez, angajată Cyprus National Bank. (sezonul 4)
- Young M.A în rolul lui Peanuts, acolitul loial al lui Vera. (sezonul 4)

## Producție

### Ideea și dezvoltarea

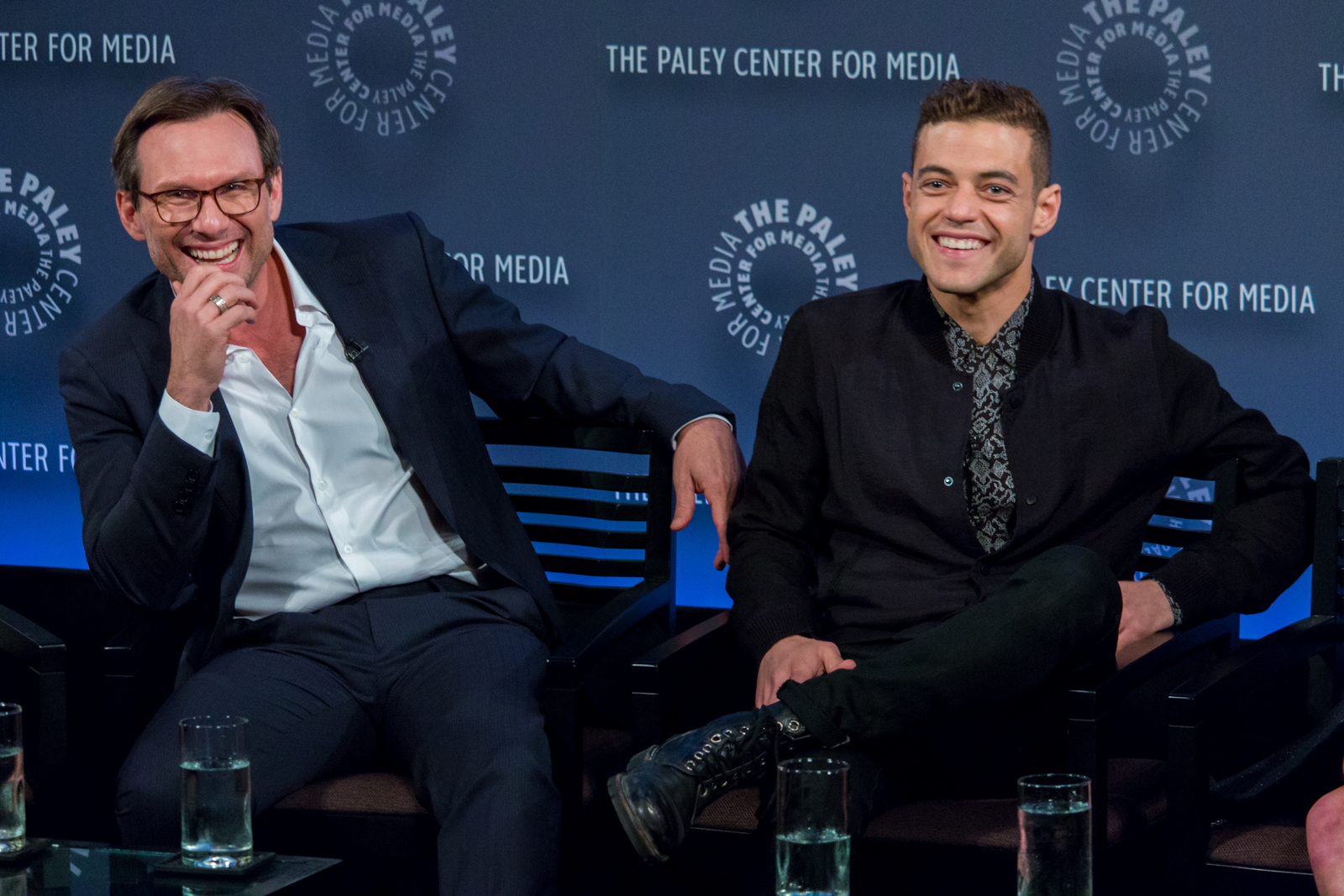
Actorii serialului, Christian Slater și Rami Malek, discutând despre Mr. Robot la PaleyFest 2015.

Esmail, creatorul și producătorul serialului, este creditat ca scenarist în majoritatea dintre episoade. Conform acestuia, el este fascinat de cultura hackingului și dorea de 15 ani să facă un film despre acest lucru. Pentru producție, Esmail s-a consultat cu experți pentru a reda o imagine cât mai realistă a activității hackerilor. O altă inspirație pentru Esmail, care este descendent egiptean, a fost Primăvara Arabă, atunci când tinerii revoltați de clasa politică au folosit rețelele de socializare pentru a obține o schimbare. El a spus că Elliot este un "substrat" al său.
Inițial, Sam Esmail a intenționat ca Mr. Robot să fie un film de lungmetraj, sfâșitul acestuia fiind cu cineva care a aflat că are o afecțiune mintală în timp ce plănuia o schemă grandioasă. Cu toate acestea, la mijlocul scrierii scenariului, el a observat că povestea s-a mărit considerabil și că a devenit un scenariu mai adecvat pentru un serial. El a înlăturat 20 dintre cele 89 de pagini ale scenariului scrise până atunci și l-a transformat în episodul-pilot pentru serial, și ceea ce trebuia să fie sfârșitul filmului a devenit sfârșitul primului sezon. Esmail a dus scenariul la compania de producție cinematografică Anonymous Content pentru a vedea dacă poate fi dezvoltat într-un serial TV, iar de aici a fost preluat de USA Network. USA Network a aprobat episodul-pilot al lui Mr. Robot în iulie 2014, iar în decembrie 2014 a aprobat primul sezon de 10 episoade. Filmările au început în New York pe 13 aprilie 2015. Episodul-pilot a avut premiera pe mai multe platforme online și video on demand în data de 27 mai 2015, iar serialul a fost reînnoit pentru un al doilea sezon chiar înainte de premiera primului sezon de pe 24 iunie 2015. În decembrie 2015, a fost anunțat că Esmail va regiza toate episoadele din sezonul secund. În iunie 2016, a fost anunțat că numărul episoadelor din al doilea sezon va fi de 12. Premiera a avut loc pe 13 iulie 2016. Pe 16 august 2016, USA a reînnoit Mr. Robot pentru un al treilea sezon, cu premiera în 2017. Al treilea sezon, care a debutat în octombrie 2017 și a avut 10 episoade, a fost în întregime regizat de Sam Esmail. Pe 13 decembrie 2017, USA a reînnoit Mr. Robot pentru un al patrulea sezon.
Inițial, serialul a plănuit ca Elliot să poarte o bluză și un rucsac colorat; cu toate acestea, Malek a sugerat un rucsac negru și unul dintre hanoracele sale B:Scott pe platou. Costumația a devenit cea de marcă pentru serial, iar scenografii de costume au comandat încă 20 de același fel, în ciuda faptului că acestea nu se mai produc de câțiva ani. Pentru a descrie modul neobișnuit și deseori confuz în care protagonistul Elliot Alderson vede lumea, Franklin Peterson, care a montat trei episoade Mr. Robot din primul sezon și șase din al doilea, a folosit stiluri creative de montaj, care au inclus jump cut-uri, durate variate ale cadrelor și scene încrucișate în cursul unui episod și uneori chiar în cursul a mai multor episoade. Esmail a încurajat experimentele lui Peterson, iar echipa sa a explorat personalitatea fiecărui personaj din suita de montaj, găsind modalități creative de a le reda povestea și a le menține umanitatea.

### Efecte vizuale
Compania FuseFX a fost angajată pentru a furniza efectele vizuale pentru episodul "eps3.4_runtime-error.r00" din sezonul 3, în care au fost montate 40 de cadre pentru ca întregul episod să pară one-shot.

### Acuratețea tehnică
Mr. Robot a fost lăudat pentru precizia tehnică de către diferite firme de cibernetică și securitate, precum Avast, Panda Security, Avira, Kaspersky, ProtonMail, și bloggeri care disecă și comentează fiecare aspect de tehnologie și tehnică al serialului după fiecare episod. Pe lângă episodul-pilot, Esmail i-a angajat pe Kor Adana (fost analist juridic și de securitate la Toyota Motor Sales), Michael Bazzell (consultant de securitate și fost agent FBI) și James Plouffe (arhitect-lider la MobileIron) ca și consultanți pentru acuratețea tehnică a serialului. Până în sezonul al doilea, Adana a format o echipă de experți în hacking și cibernetică, ce îi includea pe Jeff Moss (fondator și director la Black Hat și DEF CON), Marc Rogers (cercetător principal la Cloudflare și șeful securității la DEF CON), Ryan Kazanciyan (arhitect-șef la Tanium) și Andre McGregor (director de securitate la Tanium și fost agent FBI) pentru a-l asista în autenticitatea tehnologiei folosite.
Scenele de hacking sunt apoi executate în viața reală, înregistrate și remontate folosind animații. Procesul de animație este realizat de Adam Brustein, sub supravegherea lui Kor Adana.
Serialul a încercat să prezintă precis problemele de sănătate mintală ale lui Elliot. Într-un interviu cu Terry Gross la emsiunea radio Fresh Air, Malek a spus că a discutat cu un psiholog pentru a-l îndruma cu problemele legate de schizofrenie, dedublarea personalității și anxietate. Când se întâlnea cu Esmail, cunoștințele lui Malek pe aceste afecțiuni l-au făcut pe Esmail să aducă un psiholog ca și consultant pentru serial.

### Influențe

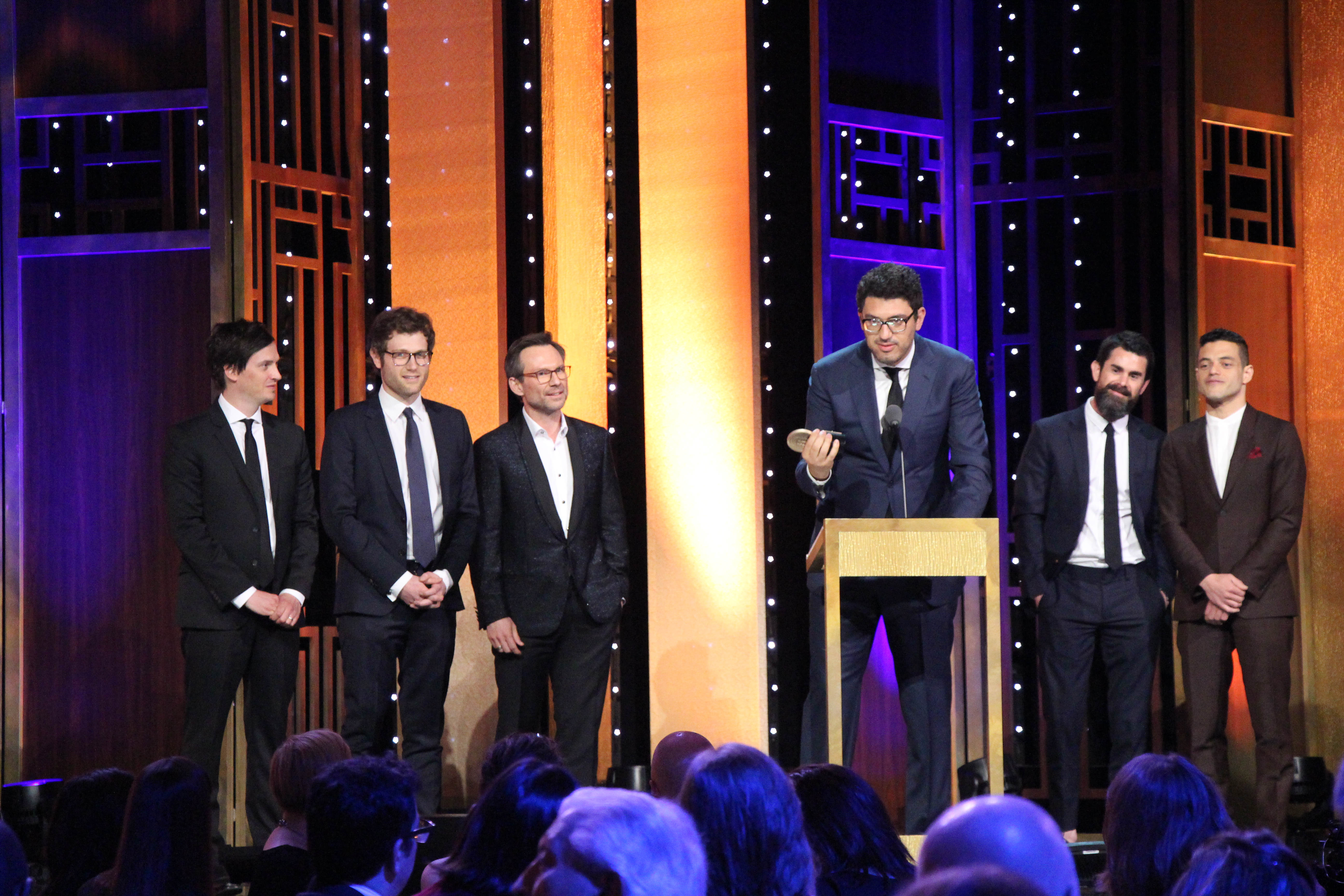
Sam Esmail, Malek și ceilalți acceptând Premiul Peabody 2016 pentru Mr. Robot.

Sam Esmail a confirmat câteva influențe majore pentru serial, precum American Psycho, Taxi Driver, A Clockwork Orange și The Matrix. Pe lângă acestea, Esmail a creditat Fight Club în special ca inspirație pentru protagonistul care suferă de dedublarea personalității prin folosirea tatălui său decedat sub forma unui hacker, precum și pentru tematica anti-consumerism, anti-establishment și anti-capitalism a personajelor. Anumite persoane au observat și paralela eliminării tuturor datoriilor cu cea din film. Într-un interviu, Esmail a explicat cum folosirea melodiei pe care David Fincher a utilizat-o în momentul de climax din Fight Club ("Where Is My Mind?") atunci când Elliot inițiază hack-ul în episodul 9 a fost intenționată ca un mesaj pentru audiență că el este conștient de influență. Nararea de către protagonist a fost influențată de Taxi Driver, iar alte influențe menționate includ: Risky Business în coloana sonoră, Blade Runner pentru dezvoltarea personajelor și serialul Breaking Bad pentru arcul narativ.

### Filmări
Serialul a fost filmat în New York. Locațiile de filmare includ Studiourile Silvercup și Coney Island, ultima servind ca exterior al bazei de operațiuni pentru grupul fsociety. De vreme ce echipa nu a reușit să închidă Times Square pentru filmări, scenele din Times Square din finalul primului sezon au fost turnate în noaptea dinaintea lui 4 Iulie pentru a prinde zona liberă, în timp ce restul cadrelor au fost filmate pe platou. Producția la sezonul al doilea a început pe 7 martie 2016, filmările reluându-se în New York City.

### Aftershow
În iunie 2016, USA Network a anunțat un aftershow live numit Hacking Robot, găzduit de Andy Greenwald, care urmează să fie lansat în al doilea sezon. Hacking Robot a debutat după premiera sezonului secund și din nou după cel de-al zecelea episod. În plus, un aftershow online săptămânal, numit Mr. Robot Digital After Show, a avut premiera pe website-urile The Verge și USA Network după episodul al treilea și a continuat și în sezonul al treilea.

## Primire

### Reacția criticii
| Sezon | Sezon | Reacția criticii  | Reacția criticii |
| Sezon | Sezon | Rotten Tomatoes   | Metacritic       |
| ----- | ----- | ----------------- | ---------------- |
|       | 1     | 98% (60 recenzii) | 79 (24 recenzii) |
|       | 2     | 90% (39 recenzii) | 81 (28 recenzii) |
|       | 3     | 92% (20 recenzii) | 82 (9 recenzii)  |
|       | 4     | 97% (19 recenzii) | 81 (5 recenzii)  |

#### Sezonul 1
Primul sezon din Mr. Robot a fost primit cu laude din partea criticilor. Pe Rotten Tomatoes, are un rating de 98%, bazat pe 57 de recenzii, cu un rating în medie de 8.36/10. Rezumatul de pe site afirmă, "Mr. Robot este un cyber-thriller plin de suspans, cu povești binevenite și o premisă intrigantă și provocatoare." Deține recordul pe Rotten Tomatoes de a fi singurul serial ce a primit scorul perfect pentru un sezon întreg. Pe Metacritic, primul sezon a primit 79 din 100, bazat pe 24 de recenzii, indicând "recenzii majoritar favorabile".
Merrill Barr de la Forbes i-a acordat o recenzie foarte pozitivă scriind, "Mr. Robot are unul dintre cele mai bune începuturi de serial" și că "poate fi serialul care, într-un final, după ani de ignoranță, ridică o televiziune de teapa HBO, AMC și FX în al nouălea cer."
În The New York Times, Alessandra Stanley a notat că "Ocuparea Wall Street-ului, mișcare de protest care a debutat în 2011, nu a rezolvat prea multe în industria financiară. Dar nici nu a murit. A ajuns la Hollywood", și spunând că Mr. Robot este, "un serial intrigant ... un cyber-thriller umplut cu un pesimism întunecat și aproape nihilist legat de Internet, capitalism și diferența de venituri. Și asta îl face cumva interesant". Recenzentul de la UK The Daily Telegraph, Michael Hogan, i-a acordat serialului cinci stele, considerându-l un "The Matrix care se întâlnește cu Fight Club și Robin Hood", notând că, "uluitor, abia după câteva luni o televiziune din Regatul Unit a cumpărat drepturile". Cu toate că Hogan a crezut că a fost acordată prea multă atenție fobiei sociale a lui Elliot, el a spus într-un final că "acest anti-erou alienat a fost un personaj complex și briliant." Per total, Hogan a concluzionat că serialul își va găsi audiența în Regatul Unit.
Mr. Robot a fost desemnat cel mai bun serial al anului 2015 în opinia unor critici. Jeff Jensen de la Entertainment Weekly, Rob Sheffield de la Rolling Stone și echipa TV Guide au fost de aceeași părere. Serialul a fost pe locul 2 tot la acest capitol în opinia altor trei critici și a fost numit printre cele mai bune ale anului conform altor patru critici.

#### Sezonul 2
Sezonul al doilea a fost primit și el cu laude din partea criticilor. Pe Rotten Tomatoes, are un scor de 92%, bazat pe 35 de recenzii, cu un rating mediu de 8.05/10. Rezumatul de pe site citează: "O desfășurare unică, tematică sumbră și oportunități la tot pasul pentru distribuție aduc Mr. Robot pe teritoriul neexplorat al televiziunii." Pe Metacritic, are un scor de 81 din 100, bazat pe 28 de recenzii, indicând "laude universale".
Sonia Saraiya de la Variety a lăudat jocul actoricesc al lui Rami Malek și a scris, "ochii însuflețiți și patosul liniștit al lui Malek îi acordă lui Mr. Robot o căldură neașteptată, în care spectatorul este ademenit prin confuzia si haosul dinăuntrul lui Elliot. Tim Goodman de la The Hollywood Reporter a lăudat regia lui Sam Esmail, scriind "viziunea lui Esmail — personaje înghesuite în colțul cadrului, asta printre alte compoziții netradiționale — continuă să îți transmită sentimentul de dezorientare și nu se învechește niciodată" și "există niște înflorituri în primele două ore care sunt realizate fermecător și [...] contribuie la ceea ce este unul dintre cele mai remarcabile seriale de televiziune."

#### Sezonul 3
Al treilea sezon a primit și el laude din partea criticilor. Pe Rotten Tomatoes, are un scor de 92%, bazat pe 17 recenzii, cu un rating mediu de 8.23/10. Pe Metacritic are un scor de 82 din 100, bazat pe 9 recenzii, indicând "laude universale".
Bazându-se doar pe primele șase episoade pentru recenzie, Darren Franich de la Entertainment Weekly i-a acordat nota "10", numindu-l o "capodoperă noir" și per total a scris că "Sezonul 3 din Mr. Robot este o creație de geniu, punând în echilibru ambițiile globale din sezonul 2, dar având și structura meticuloasă din primul sezon."

#### Sezonul 4
La fel ca și în cazul sezoanelor anterioare, sezonul 4 a fost primit cu laude universale. Pe Rotten Tomatoes, are un scor de 97%, cu un rating în medie de 8.87/10, bazat pe 19 recenzii. Site-ul citează, "Mr. Robot se reîntoarce cu un sezon final emoționant care sigur va surprinde și satisface spectatorii." Pe Metacritic, are un scor de 81 din 100, bazat pe 5 recenzii, indicând "laude universale".
Vice a descris serialul ca fiind cel care definește decada 2010 printr-un optimism plin de zel și prezintă o lume post-Occupy cu o inegalitate vastă.

### Telespectatori(*în milioane)
| SEZONUL | Ep.1 | Ep.2 | Ep.3 | Ep.4 | Ep.5 | Ep.6 | Ep.7 | Ep.8 | Ep.9 | Ep.10 | Ep.11 | Ep.12 | Ep.13 | MEDIA |
| ------- | ---- | ---- | ---- | ---- | ---- | ---- | ---- | ---- | ---- | ----- | ----- | ----- | ----- | ----- |
| 1       | 1,75 | 1,73 | 1,60 | 1,27 | 1,38 | 1,25 | 1,15 | 1,24 | 1,32 | 1,21  | n/a   | n/a   | n/a   | 1,39  |
| 2       | 1,04 | 1,04 | 0,80 | 0,64 | 0,71 | 0,57 | 0,65 | 0,74 | 0,65 | 0,77  | 0,69  | 0,85  | n/a   | 0,74  |
| 3       | 0,68 | 0,52 | 0,54 | 0,55 | 0,52 | 0,60 | 0,55 | 0,44 | 0,44 | 0,45  | n/a   | n/a   | n/a   | 0,53  |
| 4       | 0,44 | 0,34 | 0,30 | 0,35 | 0,31 | 0,37 | 0,36 | 0,38 | 0,36 | 0,45  | 0,44  | 0,46  | 0,32  | 0,38  |

Sursa: Nielsen Media Research

### Distincții și nominalizări
| Anul | Ceremonia                                            | Categoria                                                        | Beneficiar(i) | Rezultat     | Ref.            |
| ---- | ---------------------------------------------------- | ---------------------------------------------------------------- | --- | ------------ | --------------- |
| 2015 | Premiile SXSW 2015                                   | Premiul Audienței pentru cel mai bun serial                      | Mr. Robot | Câștigat     | [ 113 ]         |
| 2015 | Premiile Independente Gotham 2015                    | Cel mai bun serial                                               | Mr. Robot | Câștigat     | [ 114 ]         |
| 2015 | Premiile Institutului American de Film 2015          | Serialul anului                                                  | Mr. Robot | Câștigat     | [ 115 ]         |
| 2016 | People's Choice Awards 2016                          | Actorul de serial favorit                                        | Christian Slater | Nominalizare | [ 116 ]         |
| 2016 | Premiul Satellite 2016                               | Cel mai bun serial dramatic                                      | Mr. Robot | Nominalizare | [ 117 ]         |
| 2016 | Premiul Satellite 2016                               | Cel mai bun actor într-o dramă                                   | Rami Malek | Nominalizare | [ 117 ]         |
| 2016 | Premiul Satellite 2016                               | Cel mai bun actor secundar într-un serial, miniserie sau film TV | Christian Slater | Câștigat     | [ 117 ]         |
| 2016 | Premiile Writers Guild of America 2016               | Cea mai bună dramă                                               | Kyle Bradstreet, Kate Erickson, Sam Esmail, David Iserson, Randolph Leon, Adam Penn, Matt Pyken                                                                               | Nominalizare | [ 118 ]         |
| 2016 | Premiile Writers Guild of America 2016               | Cel mai bun serial nou                                           | Kyle Bradstreet, Kate Erickson, Sam Esmail, David Iserson, Randolph Leon, Adam Penn, Matt Pyken                                                                               | Câștigat     | [ 118 ]         |
| 2016 | Premiul Sindicatului Actorilor 2016                  | Cel mai bun actor într-o dramă                                   | Rami Malek | Nominalizare | [ 119 ]         |
| 2016 | A 73-a ediție a Premiilor Globul de Aur              | Cel mai bun serial dramatic                                      | Mr. Robot | Câștigat     | [ 120 ]         |
| 2016 | A 73-a ediție a Premiilor Globul de Aur              | Cel mai bun actor într-un serial dramatic                        | Rami Malek | Nominalizare | [ 120 ]         |
| 2016 | A 73-a ediție a Premiilor Globul de Aur              | Cel mai bun actor în rol secundar într-un serial                 | Christian Slater | Câștigat     | [ 120 ]         |
| 2016 | Premiile Critics' Choice Television                  | Cel mai bun serial dramatic                                      | Mr. Robot | Câștigat     | [ 121 ]         |
| 2016 | Premiile Critics' Choice Television                  | Cel mai bun actor într-un serial dramatic                        | Rami Malek | Câștigat     | [ 121 ]         |
| 2016 | Premiile Critics' Choice Television                  | Cel mai bun personaj episodic într-o dramă                       | B. D. Wong | Nominalizare | [ 121 ]         |
| 2016 | Premiile Critics' Choice Television                  | Cel mai bun actor într-un serial dramatic                        | Christian Slater | Câștigat     | [ 121 ]         |
| 2016 | Premiile Dorian                                      | Drama Anului                                                     | Mr. Robot | Nominalizare | [ 122 ]         |
| 2016 | Premiile Dorian                                      | Cel mai bun actor al anului                                      | Rami Malek | Nominalizare | [ 122 ]         |
| 2016 | Premiul Saturn 2016                                  | Cel mai bun serial de acțiune-thriller                           | Mr. Robot | Nominalizare | [ 123 ]         |
| 2016 | Ediția 75 a Premiului Peabody                        | Premiul Peabody                                                  | Mr. Robot | Câștigat     | [ 124 ]         |
| 2016 | Premiile TCA                                         | Programul Anului                                                 | Mr. Robot | Nominalizare | [ 125 ]         |
| 2016 | Premiile TCA                                         | Cea mai bună dramă                                               | Mr. Robot | Nominalizare | [ 125 ]         |
| 2016 | Premiile TCA                                         | Cel mai bun program nou                                          | Mr. Robot | Câștigat     | [ 125 ]         |
| 2016 | Premiile TCA                                         | Cea mai bună execuție într-o dramă                               | Rami Malek | Nominalizare | [ 125 ]         |
| 2016 | Premiile Emmy 2016                                   | Cel mai bun serial dramatic                                      | Mr. Robot | Nominalizare | [ 126 ]         |
| 2016 | Premiile Emmy 2016                                   | Cel mai bun actor într-o dramă                                   | Rami Malek în "eps1.0 hellofriend.mov" | Câștigat     | [ 126 ]         |
| 2016 | Premiile Emmy 2016                                   | Cel mai bun scenariu de dramă                                    | Sam Esmail pentru "eps1.0 hellofriend.mov" | Nominalizare | [ 126 ]         |
| 2016 | Premiile Emmy 2016                                   | Cea mai bună coloană sonoră de serial                            | Mac Quayle pentru "eps1.0 hellofriend.mov" | Câștigat     | [ 126 ]         |
| 2016 | Premiile Emmy 2016                                   | Cea mai bună distribuție într-un serial dramatic                 | Susie Farris, Beth Bowling, Kim Miscia | Nominalizare | [ 126 ]         |
| 2016 | Premiile Emmy 2016                                   | Cel mai bun mixaj de sunet într-o comedie sau dramă              | John W. Cook II, Bill Freesh, Timothia Sellers, Andrew Morgado | Nominalizare | [ 126 ]         |
| 2016 | Premiile Critics' Choice Television 2016             | Cel mai bun serial dramatic                                      | Mr. Robot | Nominalizare | [ 127 ]         |
| 2016 | Premiile Critics' Choice Television 2016             | Cel mai bun actor într-un serial dramatic                        | Rami Malek | Nominalizare | [ 127 ]         |
| 2016 | Premiile Critics' Choice Television 2016             | Cel mai bun actor într-un serial dramatic                        | Christian Slater | Nominalizare | [ 127 ]         |
| 2017 | A 74-a ediție a Premiilor Globul de Aur              | Cel mai bun actor de televiziune (dramă)                         | Rami Malek | Nominalizare | [ 128 ]         |
| 2017 | A 74-a ediție a Premiilor Globul de Aur              | Cel mai bun actor în rol secundar (tv)                           | Christian Slater | Nominalizare | [ 128 ]         |
| 2017 | Premiul Sindicatului Actorilor 2017                  | Cel mai bun actor într-o dramă                                   | Rami Malek | Nominalizare | [ 129 ]         |
| 2017 | Premiile Cinema Audio Society 2016                   | Cel mai bun mixaj de sunet într-un serial                        | William Sarokin, John W. Cook II, Bill Freesh, Beaux Nyguard and Mike Marino pentru "eps2.8_h1dden-pr0cess.axx"                                                               | Nominalizare | [ 130 ]         |
| 2017 | Premiile American Cinema Editors 2017                | Cel mai bun montaj de serial TV                                  | Philip Harrison pentru "eps2.4m4ster-s1ave.aes" | Nominalizare | [ 131 ]         |
| 2017 | Premiul Satellite 2017                               | Cel mai bun serial dramatic                                      | Mr. Robot | Nominalizare | [ 132 ] [ 133 ] |
| 2017 | Premiul Satellite 2017                               | Cel mai bun actor într-o dramă                                   | Rami Malek | Nominalizare | [ 132 ] [ 133 ] |
| 2017 | Premiile Societății Operatorilor de Film             | Operatorul Anului – Serial                                       | Aaron Medick | Nominalizare | [ 134 ]         |
| 2017 | Premiul Saturn 2017                                  | Cel mai bun serial de acțiune/thriller                           | Mr. Robot | Nominalizare | [ 135 ]         |
| 2017 | Premiile MTV 2017                                    | Cea mai bună luptă împotriva sistemului                          | Mr. Robot | Nominalizare | [ 136 ]         |
| 2017 | Premiile Emmy 2017                                   | Cel mai bun personaj episodic într-o dramă                       | B. D. Wong | Nominalizare | [ 137 ]         |
| 2017 | Premiile Emmy 2017                                   | Cea mai bună Imagine de serial cu o Singură Cameră               | Tod Campbell pentru "eps2.0_unm4sk-pt1.tc"/"eps2.0_unm4sk-pt2.tc" | Nominalizare | [ 137 ]         |
| 2017 | Premiile Emmy 2017                                   | Cel mai bun Program Interactiv                                   | The Mr. Robot Virtual Reality Experience | Nominalizare | [ 137 ]         |
| 2017 | Premiile Emmy 2017                                   | Cel mai bun mixaj de sunet într-o comedie sau dramă              | John W. Cook II, Bill Freesh, William Sarokin, Paul Drenning pentru "eps2.8_h1dden-pr0cess.axx"                                                                               | Nominalizare | [ 137 ]         |
| 2018 | A 75-a ediție a Premiilor Globul de Aur              | Cel mai bun actor în rol secundar (tv)                           | Christian Slater | Nominalizare | [ 138 ]         |
| 2018 | Premiile Critics' Choice Television 2018             | Cel mai bun actor secundar într-o dramă                          | Bobby Cannavale | Nominalizare | [ 139 ]         |
| 2018 | Premiile Societății de Efecte Vizuale                | Cele mai bune efecte vizuale într-un episod fotoreal             | Ariel Altman, Lauren Montuori, John Miller, Luciano DiGeronimo pentru "eps3.4_runtime-err0r.r00"                                                                              | Nominalizare | [ 140 ]         |
| 2018 | Premiile Emmy 2018                                   | Premiul Emmy pentru Cel mai original program cu scenariu         | Mr. Robot: Ecoin | Nominalizare | [ 141 ]         |
| 2018 | Premiile Emmy 2018                                   | Cel mai bun mixaj de sunet pentru un serial de comedie sau dramă | John W. Cook II, Bill Freesh, Joe White, Paul Drenning pentru "eps3.4_runtime-error.r00"                                                                                      | Nominalizare | [ 141 ]         |
| 2018 | Premiile Emmy 2018                                   | Cele mai bune efecte speciale vizuale                            | Ariel Altman, Lauren Montuori, Joe Gunn, John Miller, Brian Kubovcik, Luciano DiGeronimo, Lindsay Seguin, Greg Anderson, John-Michael Buban pentru "eps3.4_runtime-error.r00" | Nominalizare | [ 141 ]         |
| 2020 | Ediția 72 a Premiilor Breasla Scriitorilor Americani | Cea mai bună dramă episodică                                     | Sam Esmail pentru "407 Proxy Authentication Required" | Nominalizare | [ 142 ]         |
| 2020 | Ediția 77 a Premiilor Globul de Aur                  | Cel mai bun actor de televiziune (dramă)                         | Rami Malek | Nominalizare | [ 143 ]         |
| 2020 | Premiile Editorilor Americani                        | Cea mai bine montată dramă pentru televiziune                    | Rosanne Tan | Nominalizare | [ 144 ]         |
| 2020 | Ediția 72 a Premiilor Primetime Emmy                 | Cel mai bun program                                              | Season_4.0 ARG | Câștigat     | [ 145 ]         |
| 2021 | Premiile Editorilor Americani de Film                | Cea mai bună oră de serial comercial montat                      | Rosanne Tan pentru "405 Method Not Allowed" | Nominalizare | [ 146 ]         |